# Бюхель, Мартин
Ма́ртин Бю́хель (нем. Martin Büchel; 19 февраля 1987, Вадуц, Лихтенштейн) — бывший лихтенштейнский футболист, выступавший на позиции полузащитника. Выступал за национальную сборной, первый матч за которую провёл на стадионе «Хардтурм» в Цюрихе 6 июня 2004 года против Швейцарии (хозяева одержали победу 1:0).

## Достижения

### Командные
Цюрих
- Чемпион Швейцарии — 2009.

Вадуц
- Обладатель Кубка Лихтенштейна — 2006, 2010.